# ゲータレード年間最優秀選手賞
ゲータレード年間最優秀選手賞 (英語: Gatorade Player of the Year awards ) は、アメリカ合衆国のハイスクールの運動選手たちが年間で最も活躍した男女それぞれから毎年贈られる賞である。
賞が与えられる対象競技は、男子は野球、バスケットボール、アメリカンフットボール、クロスカントリー、サッカー、陸上競技。女子はバスケットボール、クロスカントリー、サッカー、陸上競技、ソフトボール、バレーボールである。

## アスリート・オブ・ザ・イヤー
現在の受賞者のスケッチについては脚注を参照してください。
See also: en:Sporting News High School Athlete of the Year、en:Athlete of the Year
| 年度 | 受賞者                       | 競技                   | 出身                                 | 大学                                                        |
| ---- | ---------------------------- | ---------------------- | ------------------------------------ | ----------------------------------------------------------- |
| 2003 | レブロン・ジェームズ         | バスケットボール       | アクロン (オハイオ州)                | なし                                                        |
| 2004 | ドワイト・ハワード           | バスケットボール       | アトランタ                           | なし                                                        |
| 2005 | グレッグ・パウルス           | アメリカンフットボール | シラキュース (ニューヨーク州)        | デューク大学 (バスケットボール) シラキュース大学 (アメフト) |
| 2006 | グレッグ・オデン             | バスケットボール       | インディアナポリス                   | オハイオ州立大学                                            |
| 2007 | ケビン・ラブ                 | バスケットボール       | レイクオスウィーゴ (オレゴン州)      | UCLA                                                        |
| 2008 | マット・バークレー           | アメリカンフットボール | サンタアナ (カリフォルニア州)        | USC                                                         |
| 2009 | ギャレット・ギルバート       | アメリカンフットボール | オースティン (テキサス州)            | テキサス大学                                                |
| 2010 | ブランドン・ナイト           | バスケットボール       | フォートローダーデール               | ケンタッキー大学                                            |
| 2011 | ディラン・バンディ           | 野球                   | オワッソ                             | なし                                                        |
| 2012 | ジョナサン・グレイ           | アメリカンフットボール | アレド                               | テキサス大学                                                |
| 2013 | アンドリュー・ウィギンズ     | バスケットボール       | ソーンヒル(カナダ)                   | カンザス大学                                                |
| 2014 | カール＝アンソニー・タウンズ | バスケットボール       | メアチェン                           | ケンタッキー大学                                            |
| 2015 | カイラー・マレー             | アメリカンフットボール | アレン                               | テキサスA&M大学 オクラホマ大学                              |
| 2016 | ジェイソン・テイタム         | バスケットボール       | セントルイス                         | デューク大学                                                |
| 2017 | マッケンジー・ゴア           | 野球                   | ホワイトビル                         | なし                                                        |
| 2018 | J・T・ダニエルズ             | アメリカンフットボール | サンタアナ (カリフォルニア州)        | USC ジョージア大学                                          |
| 2019 | ボビー・ウィット・ジュニア   | 野球                   | コリービル                           | なし                                                        |
| 2020 | アリク・ギルバート           | アメリカンフットボール | マリエッタ (ジョージア州)            | LSU/ジョージア大学/ネブラスカ大学                           |
| 2022 | コリン・サールマン           | クロスカントリー       | ニューベリーパーク(カリフォルニア州) | なし                                                        |
| 2023 | マックス・クラーク (野球)    | 野球                   | フランクリン (インディアナ州)        | なし                                                        |
| 2024 | クーパー・フラッグ           | バスケットボール       | ニューポート (メイン州)              | デューク大学                                                |

| 年度 | 受賞者                         | 競技                      | 出身                                | 大学                     |
| ---- | ------------------------------ | ------------------------- | ----------------------------------- | ------------------------ |
| 2003 | アリソン・フェリックス         | 陸上競技                  | ノース・ヒルズ                      | USC                      |
| 2004 | キャンデース・パーカー         | バスケットボール          | ネイパービル (イリノイ州)           | テネシー大学             |
| 2005 | シンシア・バルボッサ           | バレーボール              | ロングビーチ (カリフォルニア州)     | スタンフォード大学       |
| 2006 | ティナ・チャールズ             | バスケットボール          | ミドル・ビレッジ                    | UConn                    |
| 2007 | マヤ・ムーア                   | バスケットボール          | ジェファーソンシティ (ミズーリ州)   | UConn                    |
| 2008 | シャネル・プライス             | 陸上競技                  | イーストン (ペンシルベニア州)       | テネシー大学             |
| 2009 | スカイラー・ディギンズ・スミス | バスケットボール          | サウスベンド (インディアナ州)       | ノートルダム大学         |
| 2010 | チネイ・オグウミケ             | バスケットボール          | サイプレス                          | スタンフォード大学       |
| 2011 | モーガン・ブライアン           | サッカー                  | セント・シモンズ・アイランド        | バージニア大学           |
| 2012 | ブレアナ・ステュアート         | バスケットボール          | ノース・シラキューズ                | UConn                    |
| 2013 | モーガン・アンドリュース       | サッカー                  | ミルフォード (ニューハンプシャー州) | ノートルダム大学         |
| 2014 | ブリアナ・ターナー             | バスケットボール          | マンヴェル                          | ノートルダム大学         |
| 2015 | キャンディス・ヒル             | 陸上競技                  | コンヤーズ                          | なし                     |
| 2016 | シドニー・マクラフリン         | 陸上競技                  | スコッチ・プレインズ                | ケンタッキー大学         |
| 2017 | シドニー・マクラフリン         | 陸上競技                  | スコッチ・プレインズ                | ケンタッキー大学         |
| 2018 | ケイトリン・タオイー           | クロスカントリー 陸上競技 | セルズ                              | ノースカロライナ州立大学 |
| 2019 | ケリー・リンチ                 | ソフトボール              | シャープスバーグ                    | ワシントン大学           |
| 2020 | ペイジ・ブーカーズ             | バスケットボール          | ミネトンカ                          | UConn                    |
| 2022 | キキ・ライス                   | バスケットボール          | サンフランシスコ                    | UCLA                     |
| 2023 | アバ・ブラウン                 | ソフトボール              | モンゴメリー (テキサス州)           | フロリダ大学             |
| 2024 | サディー・エンジェルハート     | 陸上                      | ベンチュラ (カリフォルニア州)       | なし                     |

## 競技別

### バスケットボール
| 年度 | 受賞者                       | 出身                                       | 大学                             |
| ---- | ---------------------------- | ------------------------------------------ | -------------------------------- |
| 1986 | J・R・リード                 | バージニア州バージニアビーチ               | ノースカロライナ大学             |
| 1987 | ラブラッドフォード・スミス   | テキサス州ベイシティ                       | ルイビル大学                     |
| 1988 | アロンゾ・モーニング         | バージニア州チェサピーク                   | ジョージタウン大学               |
| 1989 | ケニー・アンダーソン         | ニューヨーク州ニューヨーク市クイーンズ区   | ジョージア工科大学               |
| 1990 | デイモン・ベイリー           | インディアナ州ベドフォード                 | インディアナ大学                 |
| 1991 | クリス・ウェバー             | ミシガン州デトロイト                       | ミシガン大学                     |
| 1992 | コーリス・ウィリアムソン     | アーカンソー州ラッセルビル                 | アーカンソー大学                 |
| 1993 | ランディ・リビングストン     | ルイジアナ州ニューオーリンズ               | ルイジアナ州立大学               |
| 1994 | フェリペ・ロペス             | ニューヨーク州ニューヨーク市マンハッタン区 | セントジョンズ大学               |
| 1995 | ステフォン・マーブリー       | ニューヨーク州ニューヨーク市ブルックリン区 | ジョージア工科大学               |
| 1996 | コービー・ブライアント       | ペンシルベニア州アードモア                 | （大学に進学しなかった）         |
| 1997 | バロン・デイビス             | カリフォルニア州サンタモニカ               | UCLA                             |
| 1998 | アル・ハリントン             | ニュージャージー州エリザベス               | （大学に進学しなかった）         |
| 1999 | ラヴェル・ブランチャード     | ミシガン州アナーバー                       | ミシガン大学                     |
| 2000 | ジャレッド・ジェフリーズ     | インディアナ州ブルーミントン               | インディアナ大学                 |
| 2001 | ケルビン・トルバート         | ミシガン州フリント                         | ミシガン州立大学                 |
| 2002 | レブロン・ジェームズ         | オハイオ州アクロン                         | （大学に進学しなかった）         |
| 2003 | レブロン・ジェームズ         | オハイオ州アクロン                         | （大学に進学しなかった）         |
| 2004 | ドワイト・ハワード           | ジョージア州アトランタ                     | （大学に進学しなかった）         |
| 2005 | グレッグ・オデン             | インディアナ州インディアナポリス           | オハイオ州立大学                 |
| 2006 | グレッグ・オデン             | インディアナ州インディアナポリス           | オハイオ州立大学                 |
| 2007 | ケビン・ラブ                 | オレゴン州レイクオスウィーゴ               | UCLA                             |
| 2008 | ドリュー・ホリデー           | カリフォルニア州ロサンゼルス               | UCLA                             |
| 2009 | ブランドン・ナイト           | フロリダ州フォートローダーデール           | ケンタッキー大学                 |
| 2010 | ブランドン・ナイト           | フロリダ州フォートローダーデール           | ケンタッキー大学                 |
| 2011 | ブラッドリー・ビール         | ミズーリ州セントルイス                     | フロリダ大学                     |
| 2012 | ジャバリ・パーカー           | イリノイ州シカゴ                           | デューク大学                     |
| 2013 | アンドリュー・ウィギンズ     | カナダ・オンタリオ州ソーンヒル             | カンザス大学                     |
| 2014 | カール＝アンソニー・タウンズ | ニュージャージー州マタチェン               | ケンタッキー大学                 |
| 2015 | ベン・シモンズ               | オーストラリア・メルボルン                 | ルイジアナ州立大学               |
| 2016 | ジェイソン・テイタム         | ミズーリ州セントルイス                     | デューク大学                     |
| 2017 | マイケル・ポーター・ジュニア | ミズーリ州コロンビア                       | ミズーリ大学                     |
| 2018 | RJ・バレット                 | カナダ・オンタリオ州ミシサガ               | デューク大学                     |
| 2019 | ジェームズ・ワイズマン       | テネシー州ナッシュビル                     | メンフィス大学                   |
| 2020 | エモニ・ベイツ               | ミシガン州アナーバー                       | メンフィス大学                   |
| 2021 | チェット・ホルムグレン       | ミネソタ州ミネアポリス                     | ゴンザガ大学                     |
| 2022 | グレイディ・ディック         | カンザス州ウィチタ                         | カンザス大学                     |
| 2023 | キャメロン・ブーザー         | フロリダ州マイアミ                         | (クリストファー・コロンブス高校) |
| 2024 | クーパー・フラッグ           | メイン州ニューポート                       | デューク大学                     |

| 年度 | 受賞者                  | 出身                                 | 大学                            |  |
| ---- | ----------------------- | ------------------------------------ | ------------------------------- |  |
| 1986 | Susan・Anderson         | ワシントン州デミング                 | テキサス大学                    |  |
| 1987 | Kris・Durham            | ニュージャージー州スコッチプレインズ | シートンホール大学              |  |
| 1988 | Vicki・Hall             | インディアナ州インディアナポリス     | テキサス大学                    |  |
| 1989 | Lisa・Harrison          | ケンタッキー州ルイビル               | テネシー大学                    |  |
| 1990 | リサ・レスリー          | カリフォルニア州イングルウッド       | 南カリフォルニア大学            |  |
| 1991 | Michelle・Marciniak     | ペンシルベニア州アレンタウン         | ノートルダム大学 / テネシー大学 |  |
| 1992 | ケイティ・スミス        | オハイオ州ローガン                   | オハイオ州立大学                |  |
| 1993 | La'Keshia・Frett        | バージニア州ハンプトン               | ジョージア大学                  |  |
| 1994 | Monick・Foote           | デラウェア州ウィルミントン           | バージニア大学                  |  |
| 1995 | Stephanie・White        | インディアナ州ウェストレバノン       | パデュー大学                    |  |
| 1996 | Jaime・Walz             | ケンタッキー州フォートトーマス       | 西ケンタッキー大学              |  |
| 1997 | Nikki・Teasley          | メリーランド州フレデリック           | ノースカロライナ大学            |  |
| 1998 | Tamika・Williams        | オハイオ州デイトン                   | コネチカット大学                |  |
| 1999 | Nicole・Kaczmarski      | ニューヨーク州ミドルアイランド       | UCLA                            |  |
| 2000 | Shereka・Wright         | テキサス州カッパラスケイブ           | パデュー大学                    |  |
| 2001 | Shyra・Ely              | インディアナ州インディアナポリス     | テネシー大学                    |  |
| 2002 | Ann・Strother           | コロラド州ハイランズランチ           | コネチカット大学                |  |
| 2003 | キャンデース・パーカー  | イリノイ州ネイパービル               | テネシー大学                    |  |
| 2004 | キャンデース・パーカー  | イリノイ州ネイパービル               | テネシー大学                    |  |
| 2005 | Abby・Waner             | コロラド州ハイランズランチ           | デューク大学                    |  |
| 2006 | ティナ・チャールズ      | ニューヨーク州ミドルビレッジ         | コネチカット大学                |  |
| 2007 | マヤ・ムーア            | ジェファーソンシティ (ミズーリ州)    | コネチカット大学                |  |
| 2008 | Nneka・Ogwumike         | テキサス州サイプレス                 | スタンフォード大学              |  |
| 2009 | Skylar・Diggins         | インディアナ州サウスベンド           | ノートルダム大学                |  |
| 2010 | Chiney・Ogwumike        | テキサス州サイプレス                 | スタンフォード大学              |  |
| 2011 | Kaleena・Mosqueda-Lewis | カリフォルニア州サンタアナ           | コネチカット大学                |  |
| 2012 | ブレアナ・ステュアート  | ニューヨーク州ノースシラキュース     | コネチカット大学                |  |
| 2013 | Mercedes・Russell       | オレゴン州スプリングフィールド       | テネシー大学                    |  |
| 2014 | Brianna・Turner         | テキサス州マンベル                   | ノートルダム大学                |  |
| 2015 | Katie Lou・Samuelson    | カリフォルニア州ハンティントンビーチ | コネチカット大学                |  |
| 2016 | Erin・Boley             | ケンタッキー州ホッジェンビル         | ノートルダム大学 / オレゴン大学 |  |
| 2017 | Megan・Walker           | バージニア州リッチモンド             | コネチカット大学                |  |
| 2018 | Christyn・Williams      | アーカンソー州リトルロック           | コネチカット大学                |  |
| 2019 | Azzi・Fudd              | バージニア州アーリントン             | コネチカット大学                |  |
| 2020 | Paige Bueckers          | ミネソタ州ミネトンカ                 | コネチカット大学                |  |
| 2021 | サニヤ・リバース        | ノースカロライナ州ウィルミントン     | サウスカロライナ大学            |  |
| 2022 | キキ・ライス            | ワシントンD.C.                       | UCLA                            |  |
| 2023 | ジュジュ・ワトキンス    | カリフォルニア州ロサンゼルス         | USC                             |  |
| 2024 | ジョイス・エドワーズ    | サウスカロライナ州カムデン           | サウスカロライナ大学            |  |